# Martin Schouten
Martin Schouten (Apeldoorn, 8 juli 1938) is een Nederlandse schrijver.

## Leven
Schouten werd geboren op 8 juli 1938 in Apeldoorn. Na zijn dienstplicht ging hij sociologie studeren aan de Vrije Universiteit te Amsterdam. Hij nam zitting in de redactie van het studentenblad Pharetra. Hij werkte, tot de fusie met de NRC in 1970, als verslaggever voor het Algemeen Handelsblad. Hierna werkte hij voor het weekblad de Haagse Post, later HP/De Tijd en de Volkskrant.

## Voetnoten
1. ↑  Biografische informatie op de website van Martin Schouten. Gearchiveerd op 1 april 2023.

- Bibliothèque nationale de France: cb12715455f (data)
- Digitale Bibliotheek voor de Nederlandse Letteren: scho061
- Gemeinsame Normdatei: 121674827
- International Standard Name Identifier: 0000 0000 6651 1744
- Library of Congress Control Number: n82115331
- Nederlandse Thesaurus van Auteursnamen: 069026971
- Système universitaire de documentation: 052463168
- Virtual International Authority File: 14895980
- WorldCat: E39PBJjMxf4DTtypT9MRBvGGpP